# Saint-Lupicin (Manitoba)
Pour l’article homonyme, voir Saint-Lupicin.
Saint-Lupicin est une petite communauté francophone située dans la province du Manitoba au Canada. Saint-Lupicin fait partie de la municipalité rurale de Lorne.
Le village de Saint-Lupicin fut fondé au début des années 1891 par des émigrants francophones. 
Saint-Lupicin est le lieu de naissance, en 1925, de l'animateur de télévision Henri Bergeron qui anima durant de longues années l'émission Les Beaux Dimanches à la télévision de Radio-Canada. Son frère, le dramaturge Léandre Bergeron y est né en 1933.
Les enfants étudient dans les établissements scolaires francophones de la ville voisine de Notre-Dame-de-Lourdes.
Le film canadien, One Week/Sept jours, avec Joshua Jackson, Liane Balaban et Campbell Scott fut tourné notamment dans le village de Saint-Lupicin.